# Tlalocomyia alticola
Tlalocomyia alticola är en tvåvingeart som först beskrevs av Dyar och Shannon 1927.  Tlalocomyia alticola ingår i släktet Tlalocomyia och familjen knott. Inga underarter finns listade i Catalogue of Life.